# نوزدهمین مراسم جایزه انجمن بازیگران فیلم
 نوزدهمین مراسم جایزه انجمن بازیگران فیلم (به انگلیسی: 19st Screen Actors Guild Awards) به افتخار بهترین بازیگران فیلم و تلویزیون سال ۲۰۱۲ برگزار شد. 

## نامزدی‌ها و جوایز

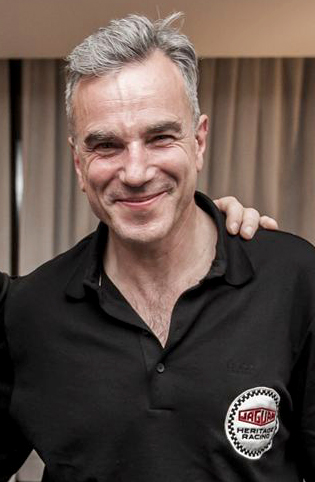
دانیل دی-لوئیس، برنده بهترین بازیگر مرد فیلم درام

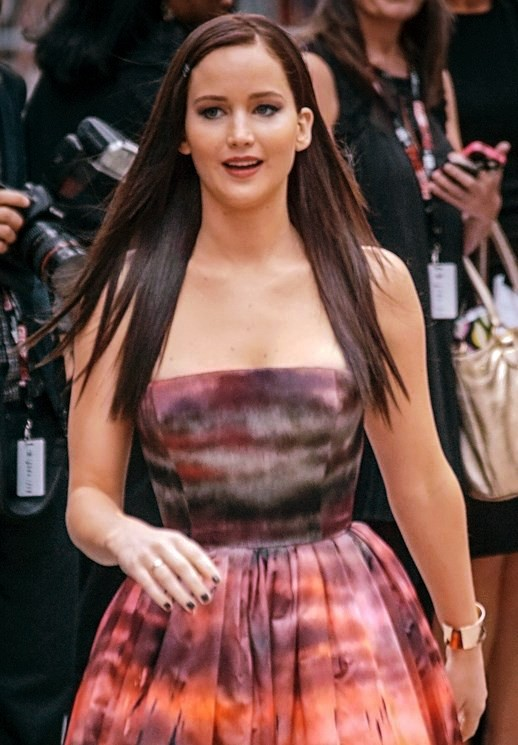
جنیفر لارنس، برنده بهترین بازیگر زن فیلم درام

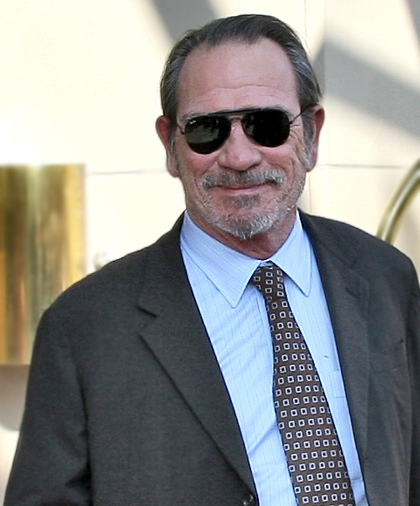
تامی لی جونز، برنده بهترین بازیگر مکمل زن فیلم درام

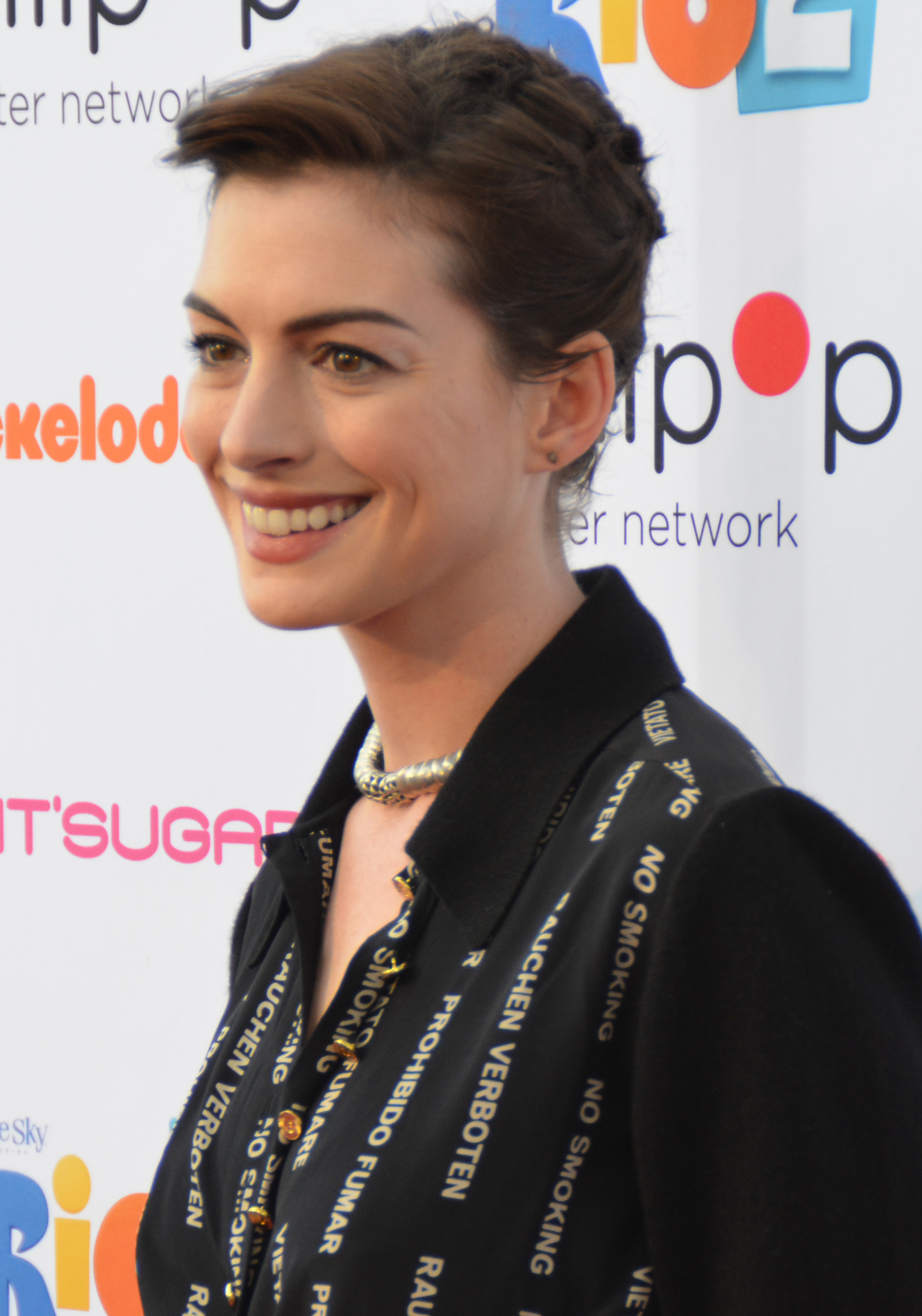
ان هتوی، برنده بهترین بازیگر مکمل زن فیلم درام

| دانیل دی-لوئیس | برای فیلم |
| بردلی کوپر     | برای فیلم |
| جان هاکس       | برای فیلم |
| هیو جکمن       | برای فیلم |
| دنزل واشنگتن   | برای فیلم |

| جنیفر لارنس   | برای فیلم |
| جسیکا چستین   | برای فیلم |
| ماریون کوتیار | برای فیلم |
| هلن میرن      | برای فیلم |
| نائومی واتس   | برای فیلم |

| تامی لی جونز      | برای فیلم |
| آلن آرکین         | برای فیلم |
| خاویر باردم       | برای فیلم |
| رابرت د نیرو      | برای فیلم |
| فیلیپ سیمور هافمن | برای فیلم |

| ان هتوی     | برای فیلم |
| سالی فیلد   | برای فیلم |
| هلن هانت    | برای فیلم |
| نیکول کیدمن | برای فیلم |
| مگی اسمیت   | برای فیلم |

## برندگان مرد و زن سریال تلویزیونی

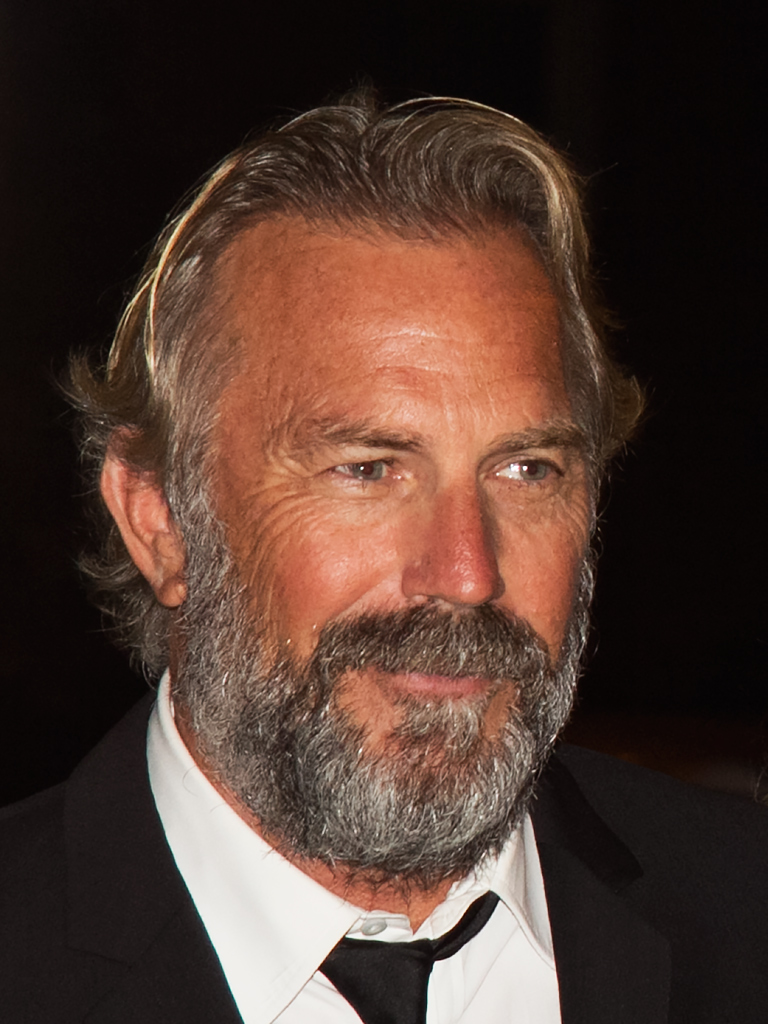
کوین کاستنر عملکرد فوق العاده توسط یک بازیگر مرد در یک مینی سریال یا فیلم تلویزیونی
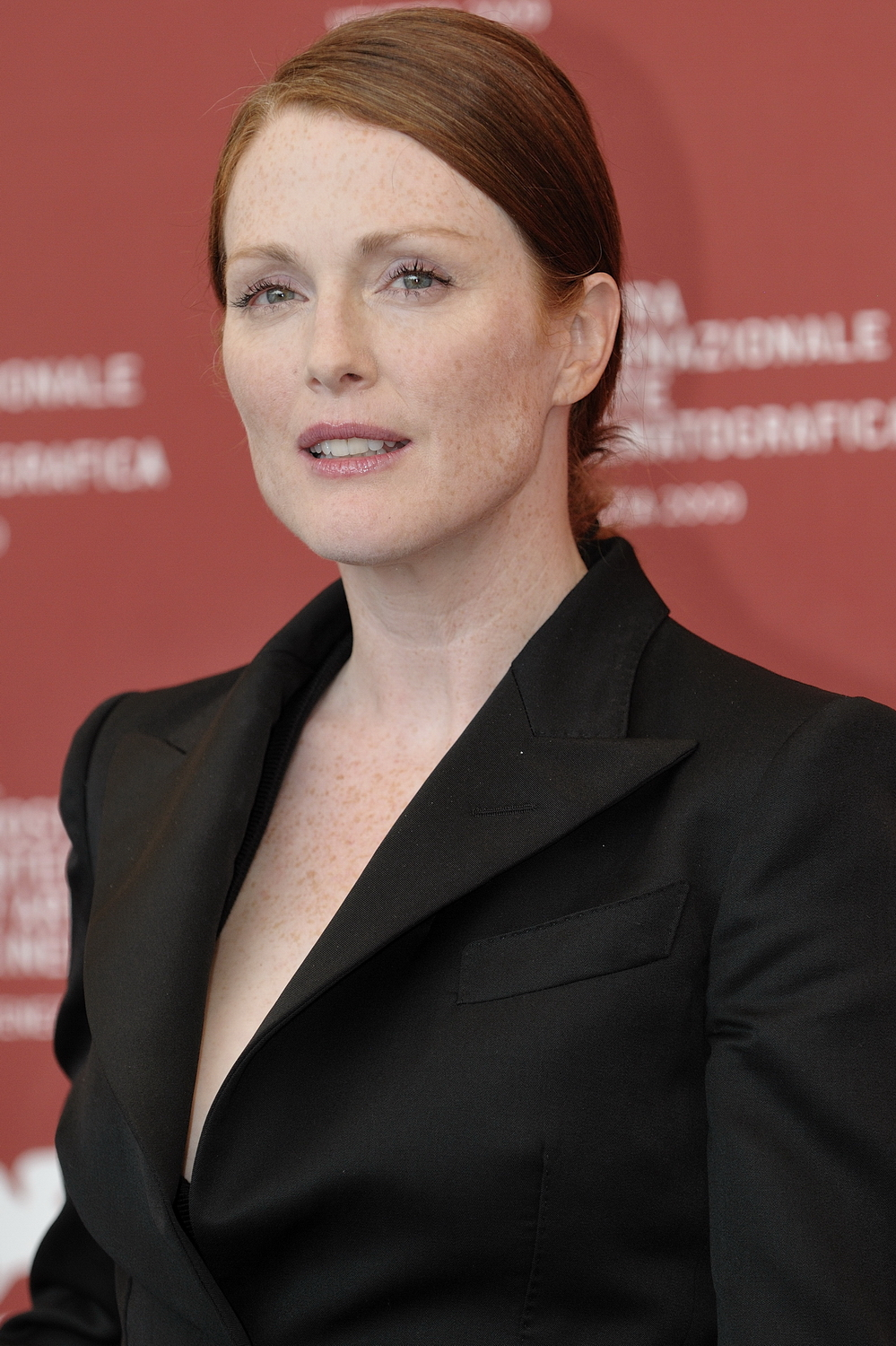
جولیان مور عملکرد فوق العاده توسط یک بازیگر زن در یک مینی سریال یا فیلم تلویزیونی
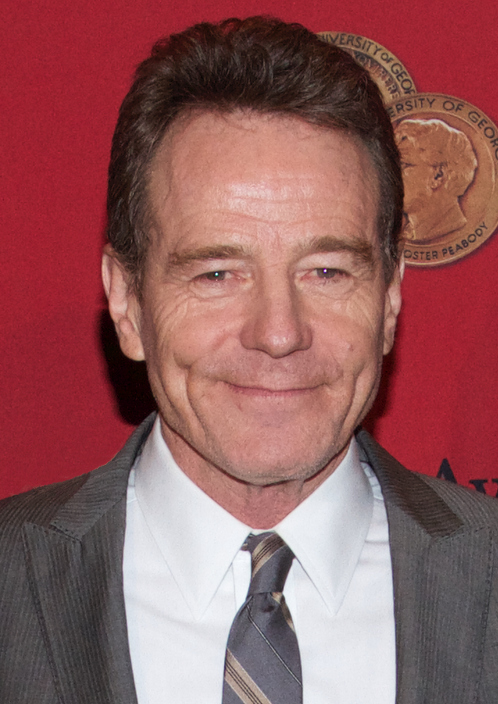
برایان کرانستون عملکرد فوق العاده توسط یک بازیگر مرد در یک سریال درام

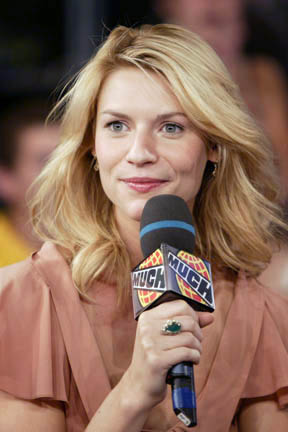
کلیر دینز عملکرد فوق العاده توسط یک بازیگر زن در یک سریال درام
الک بالدوین عملکرد فوق العاده توسط یک بازیگر مرد در یک سریال کمدی
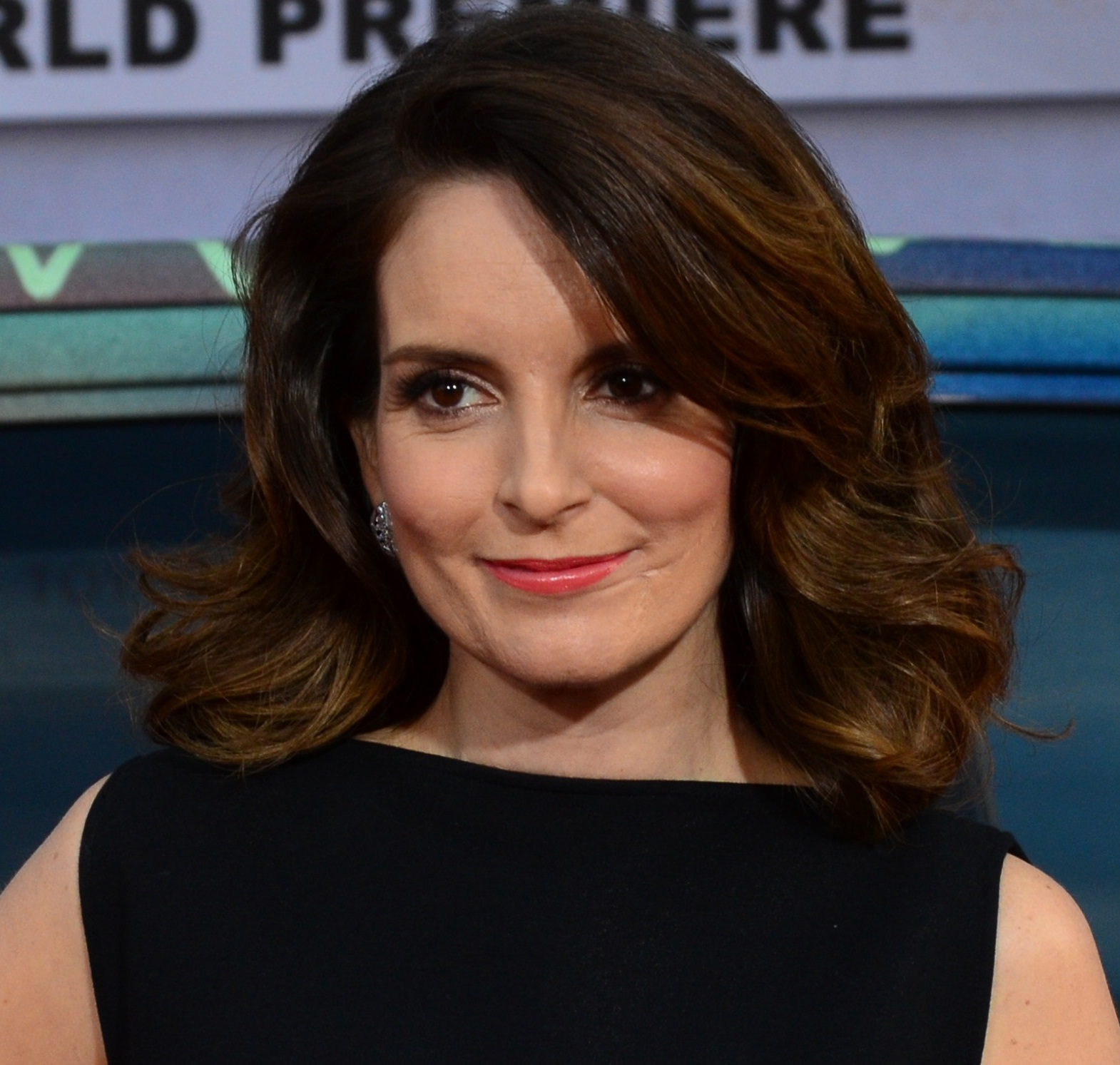
تینا فی عملکرد فوق العاده توسط یک بازیگر زن در یک سریال کمدی